# Mike Moreno
Mike Moreno (Houston, 8 oktober 1978) is een Amerikaanse jazzgitarist, -componist en orkestleider.

## Biografie
Moreno begon zijn muzikale opleiding op 15-jarige leeftijd aan de High School for the Performing and Visual Arts in Houston. In 1997 verhuisde hij op 18-jarige leeftijd naar New York om met een studiebeurs de New School for Jazz and Contemporary Music te volgen. Moreno heeft sindsdien uitgebreid getoerd en opgenomen met veel prominente jazzmuzikanten, waaronder The Joshua Redman Elastic Band, Lizz Wright Band, Nicholas Payton Quartet, Meshell Ndegeocello, The Robert Glasper Experiment, Kendrick Scott Oracle, Stefon Harris Black Out, Aaron Parks Quartet, Terence Blanchard Quintet, Greg Osby 4, Wynton Marsalis and the Jazz at Lincoln Center Orchestra, Jeff 'Tain' Watts Quintet, Kenny Garrett Quintet en Ravi Coltrane Quartet. Hij heeft ook opgenomen en gespeeld met reguliere artiesten zoals Bilal en Q-Tip, evenals met collega's John Ellis, Jeremy Pelt en Marcus Strickland. Mike is ook lid van de Jazz Faculteit van de Manhattan School of Music, Temple University, The Aaron Copland School of Music en The New School for Jazz and Contemporary Music. Als orkestleider heeft Moreno zes platen uitgebracht. Deze omvatten Lotus, uitgebracht in december 2015, Another Way, uitgebracht in maart 2012 en zijn debuutalbum Between The Lines, uitgebracht in maart 2007, allemaal via World Culture Music. Moreno's andere platen zijn uitgebracht via het Criss Cross Jazz-label: First in Mind, uitgebracht in mei 2011, Third Wish, uitgebracht in mei 2008 en 3 for 3, uitgebracht in oktober 2017.

## Discografie

### Als leader
- 2007: Between the Lines (World Culture Music)
- 2008: Third Wish (Criss Cross)
- 2011: First in Mind (Criss Cross)
- 2012: Another Way (World Culture)
- 2015: Lotus (World Culture)
- 2017: Three for Three (Criss Cross)

### Als sideman
met John Ellis
- 2006: By a Thread (Hyena)
- 2012: It's You I Like (Criss Cross)
- 2014: MOBRO (Parade Light)

Met Kendrick Scott
- 2009: Reverence (Criss Cross)
- 2013: Conviction (Concord Jazz)
- 2015: We Are the Drum (Blue Note)
- 2019: A Wall Becomes a Bridge (Blue Note)

With others
- 2001: Bilal, 1st Born Second (Interscope)
- 2002: Jeremy Pelt, Profile (Fresh Sound)
- 2003: Robert Glasper, Mood (Fresh Sound)
- 2005: Jeremy Pelt, Identity (Maxjazz)
- 2006: Bob Reynolds, Can't Wait for Perfect (Fresh Sound)
- 2007: Eldar Djangirov, Re-Imagination (Sony BMG)
- 2007: Logan Richardson, Cerebral Flow (Fresh Sound)
- 2008: Aaron Parks, Invisible Cinema (Blue Note)
- 2008: Q-Tip, The Renaissance (Universal/Motown)
- 2008: Sam Yahel, Jazz Side of the Moon (Chesky)
- 2009: Michael Janisch, Purpose Built (Whirlwind)
- 2010: Myron Walden, In This World to Feel (Demi Sound)
- 2011: Armen Donelian, Leapfrog (Sunnyside)
- 2012: Ralph Bowen, Total Eclipse (Posi-Tone)
- 2015: Dayna Stephens, Reminiscent (Criss Cross)
- 2016: Jochen Rueckert, Charm Offensive (Pirouet)
- 2017: Jimmy Greene, Flowers: Beautiful Life Vol. 2 (Mack Avenue)
- 2018: James Francies, Flight (Blue Note)
- 2018: Stefon Harris, Sonic Creed (Motema)

- Bibliothèque nationale de France: cb15588545n (data)
- Gemeinsame Normdatei: 135500249
- International Standard Name Identifier: 0000 0000 5522 4993
- Library of Congress Control Number: no2008049318
- MusicBrainz: b2f3f8d8-9152-47a7-955b-e89701bc192a
- Nederlandse Thesaurus van Auteursnamen: 339010495
- Système universitaire de documentation: 17140260X
- Virtual International Authority File: 7706130
- WorldCat: E39PBJr3w9xhD6wwmphdyxpMfq